# Karin Baal
Pour les articles homonymes, voir Baal (homonymie).
Karin Baal, née Karin Blauermel le 19 septembre 1940 à Berlin et morte dans la même ville le 26 novembre 2024, est une actrice allemande.

## Biographie
Karin Baal grandit avec son frère sans leur père, parfois avec leur grand-mère à Berlin-Wedding. À 14 ans, elle suit une formation de dessinatrice de mode. En 1956, elle entend parler du casting pour le film Les Demi-sel. Elle est sélectionnée parmi 700 candidates et signe un contrat de trois ans. Pour ce film, elle est cependant doublée. Dès lors, elle incarne la blonde rebelle ou la jeune séductrice peu recommandable.
En 1959, elle termine sa formation d'actrice et monte sur scène à Munich. En 1961, elle reçoit le Bambi de la meilleure jeune actrice. Elle est présente dans des adaptations de romans d'Edgar Wallace. Plus tard, elle tournera trois films avec Rainer Werner Fassbinder. Après les années 1970, la télévision s'intéresse plus à elle que le cinéma. Elle joue principalement des seconds rôles dans des séries.
Vie privée
Karin Baal épouse en 1960 son ami d'enfance et partenaire dans Les Demi-sel, Karlheinz Gaffkus, avec qui elle a un fils, Thomas. En 1962, elle divorce et se remarie avec l'acteur Helmuth Lohner. En 1967, elle donne naissance à une fille, Therese, qui sera aussi actrice. La famille vit la plupart du temps en Suisse. Le couple se sépare en 1977. Son troisième mari, l'acteur Volker Eckstein, meurt d'un cancer en 1993. Elle le vit très mal, devient alcoolique et doit un temps arrêter sa carrière. Elle fait son retour au théâtre en 2006 dans Huit femmes. En 2000, elle fait un quatrième mariage avec Cevdet Çelik, de trente ans son cadet, dont elle divorce en 2004.

## Filmographie partielle
| Cinéma - 1956 : Les Demi-sel (Die Halbstarken) de Georg Tressler : Sissy Bohl - 1957 : Der müde Theodor - 1957 : Jede Nacht in einem anderen Bett - 1957 : Das Herz von St. Pauli - 1958 : La Fille Rosemarie (Das Mädchen Rosemarie) de Rolf Thiele : Do - 1958 : Der eiserne Gustav - 1959 : So angelt man keinen Mann - 1959 : Bobby Dodd greift ein - 1959 : Jons und Erdme - 1959 : Arzt ohne Gewissen - 1959 : Der Jugendrichter - 1960 : Wir Kellerkinder - 1960 : Pousse pas grand-père dans les orties - 1960 : La Jeune pécheresse (Die junge Sünderin) - 1960 : Und sowas nennt sich Leben! - 1961 : Les Mystères de Londres (Die toten Augen von London) de Alfred Vohrer : Nora Ward - 1961 : Vertauschtes Leben - 1961 : Blond muß man sein auf Capri - 1961 : Das letzte Kapitel (de) - 1962 : So toll wie anno dazumal - 1962 : Commando X.X.P.8 (Zwischen Schanghai und St. Pauli) - 1962 : Straße der Verheißung - 1962 : Film an Bord - 1962 : Un dimanche d'été (Una domenica d'estate) de Giulio Petroni : Silvana - 1964 : Voir Venise et crever - 1966 : Ganovenehre de Wolfgang Staudte : Nelly - 1967 : Le Château des chiens hurlants - 1968 : L'Extraordinaire évasion - 1972 : Mais... qu'avez vous fait à Solange ? (Cosa avete fatto a Solange?) de Sergio Martino : Herta Rosseni - 1977 : Gefundenes Fressen - 1981 : Lili Marleen de Rainer Werner Fassbinder : Anna Lederer - 1981 : Les Anges de fer - 1981 : Desperado City - 1981 : Lola, une femme allemande de Rainer Werner Fassbinder : la mère de Lola - 1982 : Die Jäger (it) de Károly Makk : Anna - 1982 : Der Mann auf der Mauer - 1984 : Les Yeux du désir (de) (Tausend Augen) de Hans-Christoph Blumenberg - 1986 : Rosa Luxemburg de Margarethe von Trotta : Mathilde Jacob - 1988 : Le Passager-Welcome to Germany - 1991 : Le Trio terrible - 1992 : Cosimas Lexikon - 2001 : Sass - 2001 : Le Tunnel de Roland Suso Richter : Marianne von Krausnitz - 2004 : Vinzent - 2005 : Sieben Tage Sonntag - 2011 : Vergiss nie, dass ich Dich Liebe de Carlo Rola : Angelika | Télévision - 1960 : Es geschah an der Grenze (série télévisée, un épisode) - 1963 : Der Privatsekretär - 1964 : Spätsommer - 1964 : Das Blaue vom Himmel - 1965 : Michael Kramer - 1966 : Der Mann aus Brooklyn - 1966 : Ein Mädchen von heute - 1966 : Herr Puntila und sein Knecht Matti - 1968 : Tragödie auf der Jagd - 1969 : Ein Jahr ohne Sonntag (série télévisée) - 1971, 1975 : Der Kommissar (série télévisée, deux épisodes) - 1973 : Ein für allemal - 1974 : Les Enfants des morts - 1976 : Erikas Leidenschaften - 1976–1984 : Inspecteur Derrick (série télévisée, quatre épisodes) - 1977 : Haus der Frauen (pl) - 1979 : Drei Freundinnen - 1979 : Wunder einer Nacht - 1979 : Die Weber - 1979/1980 : Berlin Alexanderplatz - 1980 : Sternensommer (Série) - 1980 : Tatort: Hände hoch, Herr Trimmel - 1983 : Liebe ist kein Argument - 1984 : Blaubart (pl) - 1984 : Le Dernier civil - 1984 : Tod eines Schaustellers - 1984 : Die Abschiebung - 1984 : Eine Klasse für sich - 1985 : Der Galaxenbauer - 1986 : Dann ist nichts mehr wie vorher (de) - 1989 : Der letzte Gast - 1989 : Blancaflor, la hija del diablo - 1990 : Der neue Mann - 1990 : Marleneken - 1991 : Tatort: Tödliche Vergangenheit - 1993 : Wenn Engel reisen (série) - 1995 : Zu treuen Händen - 1996 : 5 Stunden Angst – Geiselnahme im Kindergarten - 1997 : Polizeiruf 110: Der Fremde - 1998 : Alice auf der Flucht - 2002 : Betty – Schön wie der Tod - 2003 : Für immer verloren - 2004 : Fliege hat Angst - 2005 : Deux sœurs et un bébé - 2006 : Blackout – Die Erinnerung ist tödlich - 2007 : Hurenkinder - 2009 : Pfarrer Braun – Im Namen von Rose |

## Source de la traduction
- (de) Cet article est partiellement ou en totalité issu de l’article de Wikipédia en allemand intitulé « Karin Baal » (voir la liste des auteurs).